# Khiên núm vú

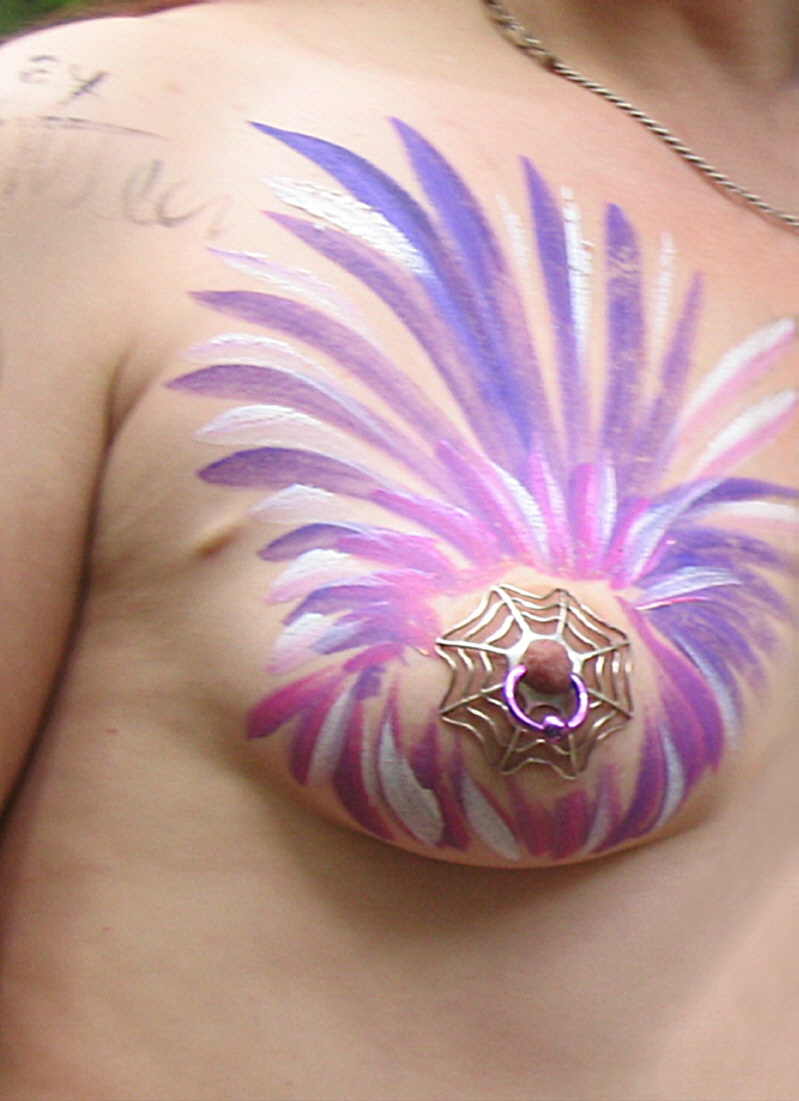
Khiên núm vú được tô vẽ xung quanh phần vú.

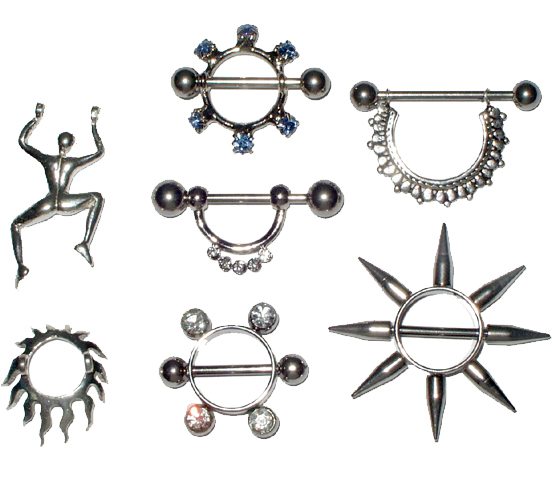
Các kiểu khiên núm vú.

Khiên núm vú là một mảnh đồ trang sức cơ thể được đeo trên núm vú, che đi một phần hoặc toàn bộ quầng vú. Tấm khiên chắn bao quanh núm vú có thể được dán vào bằng một số cách như áp chặt để hút vào hay dùng keo dán, nhưng thường được giữ cố định bằng một chiếc khuyên núm vú. Thông thường, mục đích chính của nó là nâng lên làm nổi bật và tô điểm cho núm vú, cũng như toàn bộ bầu ngực, với chức năng giống như các loại trang sức khác dùng trang trí cho các bộ phận khác của cơ thể.
Một tấm khiên chắn, đặc biệt là loại cánh hoa vú có thể được đeo để che đi phần chuyển đổi màu sắc giữa núm vú và bầu vú, để ngụy trang đặc điểm nhô cao của đầu vú và khiến phần áo ở ngực căng mịn hơn. Vì cánh hoa vú bao phủ toàn bộ núm vú và quầng vú, nên có thể xem như một miếng lót ngực, một loại phụ kiện quần áo được thiết kế riêng cho phụ nữ.
Một tấm khiên chắn núm vú đã được nổi tiếng khi trình chiếu trên truyền hình ở Hoa Kỳ và trên khắp thế giới, như một phần sự cố ăn mặc của Janet Jackson trong chương trình giải lao Super Bowl XXXVIII.